# 石田祐康
石田 祐康（いしだ ひろやす、1988年7月3日 - ）は、日本のアニメーター、キャラクターデザイナー、アニメ演出家、アニメ監督。スタジオアサッテ所属。

## 来歴
1988年、愛知県知多郡美浜町に生まれる。実家はミカン農家を営み、漁師宿を移築した築80-90年程度の民家で、海にも比較的近かったが、自身は泳げなかったこともあり、海に対しては「どちらかというと怖い」印象があると述べている。描画自体は幼少期から好んだものの、中学生まではサッカー部に所属していた。中学生時代に絵を描くことの楽しさが勝るようになり、アニメも意識して見るようになった。
愛知県立旭丘高等学校美術科に入学。この進学は、絵画への関心からだったと述べている。2年生の時からアニメを作り始め、処女作「愛のあいさつ－Greeting of love」を発表。アニメ制作はワークショップ参加がきっかけだった。
京都精華大学マンガ学部アニメーション科に進学。2009年11月、大学3年の時に友人5人で共同制作した自主制作作品『フミコの告白』が第14回文化庁メディア芸術祭アニメーション部門優秀賞など数々の賞を受賞し、注目を集める。
2011年に大学の卒業制作として発表した『rain town』が第15回文化庁メディア芸術祭アニメーション部門新人賞などを受賞し、大学生にしてアニメーションの世界でその名を広く知られるようになった。
大学卒業後は、研究生として大学に1年間在籍する道を選ぶ。その間に、大学の恩師である杉井ギサブローの紹介で、アニメーションの制作会社でアルバイトすることになり、映画『グスコーブドリの伝記』の制作に参加。そこで初めてプロの現場に接する。
2011年、新設されたスタジオコロリドに参加。就職先を迷っていた時にクリエイターを主体としたスタジオ運営を目指していたコロリドの宇田英男代表から連絡があり、アシスタントとしてではなく監督兼アニメーターとしてオリジナル作品の制作に集中できる環境に魅力を感じて入社を決めたという。
2013年、25歳の時に初の商業用劇場作品となる『陽なたのアオシグレ』を監督。同作は第17回文化庁メディア芸術祭アニメーション部門で審査委員会推薦作品に選ばれた。
2018年、『ペンギン・ハイウェイ』で初の長編劇場アニメの監督を務めた。森見登美彦の小説をアニメ化することを決めたのは石田自身だった。
『ペンギン・ハイウェイ』後に結婚、2021年時点では神代団地（東京都調布市および狛江市）に居住している。妻はイラストレーター・デザイナーである。
2022年公開の『雨を告げる漂流団地』は、初のオリジナル長編となり、テーマを見つけ出すことに苦労したとインタビューで述べている。
2023年12月をもってスタジオコロリドを退社、2024年11月現在はスタジオアサッテに所属。

## 人物
『機動戦士ガンダム 逆襲のシャア』を「特別に好き」な作品に挙げる。また幼少期に接した映画版『ドラえもん』が自分が作品を制作する際に影響を与えていると述べている。
2022年の取材ではアニメーション監督の理想像として今敏を挙げ、「作品の方向性こそ全く違えど、ひとつの作品をまとめ上げる際の視点や方法が好き」「切るべきところは切った上で、これさえ押さえておけばお客さんがちゃんと面白いと受け止めてくれる部分の見定め方が鋭いと感じます」とその理由を語った。
作品の主人公を小学生とする作品が多い点について、「その年ごろがいちばん楽しかったから」という理由を述べている。
小学生時代にはハイパーヨーヨーに熱中し、2023年時点でも持てば「体が勝手に動きますね」と述べている。
睡眠の時には物音がすると眠れず、耳栓やアイマスクが必要だという。

## 主な作品

### 自主制作
- 愛のあいさつ－Greeting of love（高校2年生の時に制作した処女作）
- 空色の梦（高校の卒業制作[7]）
- フミコの告白（2009年発表）
- rain town（2011年3月発表、大学の卒業制作）

### 映画
- 陽なたのアオシグレ（2013年11月9日劇場公開）
- ペンギン・ハイウェイ（2018年8月17日公開）
- 雨を告げる漂流団地（2022年9月16日公開）[19]

### Webアニメ
- ポレットのイス（YouTubeで2014年3月21日公開、ノイタミナ10周年記念作品、同年4月よりポレットの冒頭ムービングロゴがノイタミナのムービングロゴとして使用される）
- FASTENING DAYS（YouTubeおよびYKK公式サイトで2014年10月30日公開、YKK企業ブランドおよび「ファスナー」の広報活動のために制作）
- FASTENING DAYS 2(YouTubeおよびYKK公式サイトで2016年8月1日公開、同上)

### その他参加作品
- グスコーブドリの伝記（映像助手、2012年）
- Control Bear short animation film [WONDER GARDEN]（アニメーター、2013年）
- 台風のノルダ（キャラクターデザイン・作画監督、2015年）
- なつぞら（2019年の連続テレビ小説、作中の架空のテレビアニメ『大草原の少女ソラ』で原画を担当[20]）
- BURN THE WITCH ＃0.8（演出、2023年）

## 受賞歴
フミコの告白
- 第22回CGアニメコンテスト入賞
- 第14回文化庁メディア芸術祭アニメーション部門優秀賞
- 2010年オタワ国際アニメーションフェスティバル特別賞
- YouTube Video Awards Japan 2009 
- 第9回 東京アニメアワード学生部門優秀賞
- フジテレビ短編アニメ大賞佳作

rain town
- 第5回TOHOシネマズ学生映画祭 短編アニメーション部門グランプリ・ROBOT賞
- 第15回文化庁メディア芸術祭アニメーション部門新人賞
- 第17回学生CGコンテスト ワコム賞
- 第7回吉祥寺アニメーション映画祭優秀賞

陽なたのアオシグレ
- 第17回文化庁メディア芸術祭アニメーション部門 審査委員会推薦作品

ペンギン・ハイウェイ
- 第22回文化庁メディア芸術祭アニメーション部門 優秀賞
- 第22回ファンタジア国際映画祭 今敏賞（長編部門）
- 第42回日本アカデミー賞優秀アニメーション作品賞